# Patrick Kisnorbo
Patrick Fabio Maxime Kisnorbo (* 24. März 1981 in Melbourne) ist ein australischer Fußballtrainer und ehemaliger Fußballspieler mit italienischer Staatsbürgerschaft. Seit 2022 trainiert er den französischen Zweitligisten ES Troyes AC.

## Spielerkarriere

### Vereinslaufbahn
Nachdem Kisnorbo mehrere Jugendvereine in Australien durchlaufen hatte und unter anderem bei den Essendon Royals gespielt hatte, wechselte er zum South Melbourne FC. Nachdem er drei Jahre in der Jugend des Vereins aktiv gewesen war, erhielt der junge Innenverteidiger einen Vertrag für das Profiteam, das damals Mitglied der höchsten australischen Spielklasse war. Schnell eroberte sich Kisnorbo einen Stammplatz und konnte auch seine ersten Profitreffer erzielen.
Nach dem zwischenzeitlichen Aus der australischen Profiliga wechselte Patrick Kisnorbo 2003 zum schottischen Erstligaklub Heart of Midlothian. Auch dort etablierte sich Kisnorbo rasch im Abwehrzentrum und bestritt im UEFA-Pokal 2003/04 auch seine ersten internationalen Vereinsspiele, wobei ihm im selben Wettbewerb eine Spielzeit später im Spiel gegen Sporting Braga sogar ein Tor gelang. Trotz seiner guten Leistungen wurde sein Vertrag nach Ablauf der Saison 2004/05 von den Hearts nicht verlängert.
Schon ein halbes Jahr vor dem Ende seiner Zeit in Schottland unterzeichnete Kisnorbo beim englischen Zweitligaklub Leicester City, wo er sich in den kommenden 5 Jahren den Status eines unumstrittenen Stammspielers und Fanlieblings erarbeitete. Am 15. Oktober 2005 gegen den FC Watford erzielte er seinen ersten Treffer für den neuen Arbeitgeber. Nachdem er anfangs als Mittelfeldspieler eingesetzt worden war, kehrte er wieder auf seine angestammte Innenverteidiger-Position zurück. Im April 2008 erlitt der Australier allerdings eine schwere Knieverletzung, von welcher er für sechs Monate außer Gefecht gesetzt wurde, worauf ein weiterer Rückfall und eine erneute Verletzungspause folgte. Schließlich musste er am Ende der Spielzeit 2008/09 den Verein verlassen, der Vertrag wurde nicht verlängert.
Zum Beginn der Saison 2009/10 unterzeichnete Patrick Kisnorbo einen neuen Vertrag bei Leeds United. Auch dort konnte er durch gute Leistungen überzeugen, auch wenn ihn weitere Verletzungen ereilten. So konnte er wegen eines Achillessehnenrisses 2010/11 nur im letzten Saisonspiel eingesetzt werden. Im Juli 2011 verlängerte Kisnorbo seinen Vertrag in Leeds für weitere zwei Jahre bis 2013. In der Saison 2011/12 übernahm er zeitweise vom verletzten Jonathan Howson die Kapitänsbinde. Im Januar 2012 zog er sich eine schwere Knieverletzung zu und fiel den Rest der Saison aus.
Im Januar 2013 wurde Kisnorbo für einen Monat an Ipswich Town verliehen. Im Sommer 2013 wechselte Kisnorbo in seine australische Heimat zu Melbourne City. Dort spielte er bis zu seinem Karriereende im Mai 2016.

### Nationalmannschaft
Nachdem er zuvor bereits in der australischen U21- und U23-Nationalmannschaft gespielt hatte, feierte Patrick Kisnorbo sein Debüt in der A-Nationalmannschaft bei den Ozeanien-Meisterschaften im Jahr 2002, wo sich die Mannschaft im Finale Neuseeland geschlagen geben musste. Zwei Jahre später konnte sich sein Team allerdings rehabilitieren und den Titel erringen. Nach einem Verbandswechsel nahm er außerdem an den Asienmeisterschaften im Jahr 2007 teil, wo man im Viertelfinale gegen Japan im Elfmeterschießen ausschied. Bis 2009 bestritt er insgesamt 18 Länderspiele.

## Trainerlaufbahn
Nach dem Ende seiner Spielerkarriere übernahm sein Verein Melbourne City FC Kisnorbo 2016 als Jugendtrainer. Anfang 2017 wurde er zusätzlich zunächst Co-Trainer der Frauenmannschaft des Vereins unter Spielertrainerin Jessica Fishlock, ehe er die Mannschaft im Sommer 2017 als Cheftrainer übernahm. Im Sommer 2018 wurde er Co-Trainer der Herrenmannschaft unter Cheftrainer Warren Joyce sowie später unter dessen Nachfolger Erick Mombaerts. Nach dem Weggang Mombaerts im September 2019 wurde Kisnorbo zum Cheftrainer der Mannschaft befördert. Am Saisonende gewann er mit der Mannschaft zum ersten Mal in der Vereinsgeschichte die australische Meisterschaft.
Im November 2022 wechselte Kisnorbo nach Frankreich zum dortigen Erstligisten ES Troyes AC, der ebenfalls wie Melbourne City zur City Football Group gehört. Er war damit der erste australische Trainer in einer der fünf großen europäischen Ligen. In den 23 Ligaspielen bis zum Saisonende konnte die Mannschaft jedoch nur einen Sieg erringen und stieg im Sommer 2023 in die zweite Liga ab, wobei der Verein jedoch trotz des Abstiegs an Kisnorbo als Trainer festhielt.

## Privates
Sein Vater stammt aus Mauritius und seine Mutter aus Italien.

## Titel und Erfolge

### Vereine
Leicester City
- Football League One: 2008/09

### International
- OFC-Nationen-Pokal 2002: Finalist
- OFC-Nationen-Pokal 2004